# Who Will Stop the Rain?
No confundir con la canción «Who'll Stop the Rain» de la banda Creedence Clearwater Revival.
«Who Will Stop the Rain?» —en español: «¿Quién detendrá la lluvia?»— es un tema interpretado por la agrupación británica de rock progresivo Asia.  Fue escrita por Geoff Downes, Johnny Warman y Jane Woolfenden. Apareció originalmente en el álbum de estudio Aqua, publicado por diferentes compañías discográficas en 1992.

## Publicación y contenido
Esta canción fue lanzada como sencillo en varios formatos: casete, vinilos de siete, diez y doce pulgadas y disco compacto, esto en 1992.  La producción fue realizada por Geoff Downes, teclista y líder del grupo. Cada edición se diferencia por el número de pistas, así como por la duración de las mismas. Sin embargo, en la mayoría de las versiones de este sencillo se enlista la melodía «Heart of Gold» —traducido del inglés: «Corazón de oro»—, compuesta por Downes y John Payne.

## Lista de canciones

### Versión en vinilo de 7 pulgadas (promocional)
| Lado A |                           |                                                |          |  |
| N.º    | Título                    | Escritor(es)                                   | Duración |  |
| 1.     | «Who Will Stop the Rain?» | Geoff Downes / Johnny Warman / Jane Woolfenden | 4:35     |  |

| Lado B |                           |                              |          |  |
| N.º    | Título                    | Escritor(es)                 | Duración |  |
| 2.     | «Who Will Stop the Rain?» | Downes / Warman / Woolfenden | 4:35     |  |
| 9:10   |                           |                              |          |  |

### Versiones en vinilo de 10 y 12 pulgadas
| Lado A |                           |                              |          |  |
| N.º    | Título                    | Escritor(es)                 | Duración |  |
| 1.     | «Who Will Stop the Rain?» | Downes / Warman / Woolfenden | 4:35     |  |

| Lado B |                 |                     |          |  |
| N.º    | Título          | Escritor(es)        | Duración |  |
| 2.     | «Aqua Pt. 1»    | Downes / John Payne | 2:27     |  |
| 3.     | «Heart of Gold» | Downes / Payne      | 4:47     |  |
| 11:49  |                 |                     |          |  |

### Versión de casete
| Lado A |                           |                              |          |  |
| N.º    | Título                    | Escritor(es)                 | Duración |  |
| 1.     | «Who Will Stop the Rain?» | Downes / Warman / Woolfenden | 4:35     |  |
| 2.     | «Heart of Gold»           | Downes / Payne               | 4:47     |  |

| Lado B |        |              |          |  |
| N.º    | Título | Escritor(es) | Duración |  |
| 18:44  |        |              |          |  |

### Versión de disco compacto
| Maxisencillo |                           |                              |          |  |
| N.º          | Título                    | Escritor(es)                 | Duración |  |
| 1.           | «Who Will Stop the Rain?» | Downes / Warman / Woolfenden | 4:35     |  |
| 2.           | «Aqua Pt. 1»              | Downes / Payne               | 2:27     |  |
| 3.           | «Heart of Gold»           | Downes / Payne               | 4:35     |  |
| 4.           | «Obsession»               | Payne / Steve Rodford        | 4:57     |  |
| 16:34        |                           |                              |          |  |

## Créditos
- John Payne — voz principal, coros y bajo
- Geoff Downes — teclados
- Carl Palmer — batería y percusiones
- Al Pitrelli — guitarra